# Fatah Hammam El Ghezaz
Maillots
Fatah Hammam El Ghezaz est un club tunisien de volley-ball basé dans la ville de Hammam Ghezèze et fondé en 1975.

## Direction
- Président du club : Moez Bel Haj Rhouma
- Entraîneur : Mohamed Ben Hassine